# Janusz Kubik
Pour les articles homonymes, voir Kubik.
Janusz Kubik est un réalisateur, scénariste et cadreur polonais né le 5 janvier 1931 à Żyrardów et mort le 27 juillet 1999 à Łódź.

## Biographie
Janusz Kubik est né le 5 janvier 1931 à Żyrardów, en Pologne.
En 1954, il est diplômé du département cinématographique de l'école de cinéma de Łódź.
En 1968, il reçoit un diplôme du département de mise en scène de la même école.
Il meurt le 27 juillet 1999 à Łódź, il est enterré dans le cimetière de Łagiewniki près de Łódź.

## Filmographie

### Réalisateur
- 1958 : Biały Rycerz
- 1962 : Nad rzeką
- 1964 : Gdzie jesteś, Luizo
- 1965 : Tomek i pies (épisodes 8 et 9)
- 1969 : Dzieci z naszej szkoły (épisodes 11 et 12)
- 1970 : Draka
- 1977 : Biohazard

### Scénariste
- 1962 : Nad rzeką
- 1964 : Gdzie jesteś, Luizo
- 1965 : Tomek i pies (épisodes 8 et 9)
- 1969 : Dzieci z naszej szkoły (épisodes 11 et 12)
- 1970 : Draka